# Dubouzetia
Dubouzetia é um género botânico pertencente à família Elaeocarpaceae.